# Squadra antigangsters (album)
Squadra antigangsters è il sesto album in studio della band rock progressivo italiana Goblin.

## Il disco
Gran parte delle musiche presenti sono state utilizzate come colonna sonora dell'omonimo film Squadra antigangsters.
L'album vede la partecipazione della cantante indiana Asha Puthli.

## Tracce
Tutte le musiche composte da Marangolo/Morante/Pignatelli/Simonetti:
1. The Whip – 4:09
2. The Sound of Money – 4:00
3. Banoon – 4:04
4. Stunt Cars – 4:00
5. Squadra antigangsters (Move Take 1) – 1:32
6. Welcome to the Boogie – 3:52
7. Trumpet's Flight – 3:28
8. Sicilian Samba – 3:16
9. Disco China – 3:52
10. Squadra antigangsters (Movie Take 2) – 1:07

## Formazione
- Carlo Pennisi: chitarre acustiche ed elettriche, voce
- Fabio Pignatelli: basso; chitarra acustica (traccia 2)
- Claudio Simonetti: pianoforte, tastiere & sintetizzatori; voce (traccia 7)
- Agostino Marangolo: batteria, percussioni
- Antonio Marangolo: sassofono